# 大郎雅
大郎雅（韓語：대랑아，?—?），渤海国宗室大臣。大氏。第一世渤海高王大祚荣之子，武王大武艺之弟。
仁安十一年（730年，唐玄宗开元十八年）正月，大郎雅奉大武艺之命，赴唐朝贺正旦，进贡方物。后来因“犯国章”，大郎雅被流放到岭南（五岭以南地区，约当今广东省、广西壮族自治区大部及越南北部一带）。仁安十四年（733年，唐玄宗开元二十一年），大武艺对大门艺事件上表悔过后，唐玄宗赦免大郎雅的罪过，放回渤海。